# 381323 Fanjinshi
381323 Fanjinshi este o planetă minoră (asteroid) din centura de asteroizi. A fost descoperită pe 9 octombrie 2007 la Xuyi County⁠(d) de  și a fost numită după Fan Jinshi⁠(d). 
Obiectul prezintă o orbită caracterizată de o semiaxă mare de 3,1772276908865 UAi, o excentricitate de 0,21454725225979, o înclinație de 20,114800441711 ° în raport cu ecliptica.